# 682 (numero)
Seicentottantadue è il numero naturale dopo il 681 e prima del 683.

## Proprietà matematiche
- È un numero pari.
- È un numero composto con 8 divisori: 1, 2, 11, 22, 31, 62, 341, 682. Poiché la somma dei suoi divisori (escluso il numero stesso) è 470 < 682 è un numero difettivo.
- È un numero sfenico.
- 682 è la somma di quattro numeri primi consecutivi (163 + 167 + 173 + 179).
- 682 è la somma di dieci numeri primi consecutivi (47 + 53 + 59 + 61 + 67 + 71 + 73 + 79 + 83 + 89).
- È un numero palindromo nel sistema di numerazione posizionale a base 4 (22222), a base 17 (262) e a base 30 (MM). Nelle basi 4 e 30 è altresì un numero a cifra ripetuta.
- È parte delle terne pitagoriche  (682, 840, 1082), (682, 3720, 3782), (682, 10560, 10582), (682, 116280, 116282).

## Astronomia
- 682 Hagar è un asteroide della fascia principale del sistema solare.
- NGC 682 è una galassia lenticolare della costellazione della Balena.

## Astronautica
- Cosmos 682 è un satellite artificiale russo.

## Altri ambiti
- Il Fiat 682 è un autocarro prodotto dalla Fiat Veicoli Industriali dal 1952 al 1988.